# Улица Ленина (Уфа)
У́лица Ле́нина в Уфе расположена на территории Советского, Ленинского и Кировского районов. Пролегает с юга на север, заканчиваясь Сафроновской пристанью. Это главная улица городского исторического центра.

## История
Улица является одной из старейших в Уфе. Она возникла на рубеже XVIII—XIX вв. как окраинная улица, когда город начал расширяться. Первоначально улица состояла из двух разных улиц. Южная часть — от Ушаковского парка до Большой Успенской (ныне — Коммунистическая улица) носила название Базилевской в честь благотворителя Ивана Фёдоровича Базилевского. Северная часть называлась Лазаретной, так как в момент её возникновения на ней располагался городской лазарет. Лазаретная улица соединяла центр города с Сафроновской пристанью и железнодорожным вокзалом.
Обе улицы были объединены в одну улицу, получившую название Центральная, в начале XX в. С 1918 года улица называлась в честь П. И. Зенцова (впоследствии в честь Зенцова переименовали другую улицу, Вавиловскую). Современное название улица получила в 1937 году.

## Исторические здания и сооружения
- В 1856 году на улице было построено здание Дворянского собрания — ныне Уфимская государственная академия искусств им. Загира Исмагилова
- В 1899 году была возведена гостиница «Метрополь» — ныне Министерство молодёжной политики и спорта Республики Башкортостан
- В начале XX века была построена мужская гимназия Н. В. Верниковской и А. Ф. Ница — сейчас корпус Башкирского государственного педагогического университета
- В 1903 году был заложен Парк народной трезвости — ныне Парк культуры и отдыха им. Ивана Якутова
- В 1912 году было построено Уфимское коммерческое училище.

## Современные здания и сооружения
- Национальная библиотека имени Ахмет-Заки Валиди
- Башкирский государственный медицинский университет
- Башкирский государственный театр оперы и балета
- Гостиничный комплекс «Агидель»
- Министерство внутренних дел по Республике Башкортостан
- Кинотеатр «Родина»
- Государственный концертный зал «Башкортостан»
- Прокуратура Республики Башкортостан
- Гостиничный комплекс «Башкортостан»
- Национальный молодёжный театр республики Башкортостан имени Мустая Карима
- Уфа-Арена
- Дом специалистов
- МБУ «Музей истории города Уфы»

## Транспорт
На улице Ленина впервые в Уфе в 1937 году была пущена трамвайная линия от здания Почтамта до Пермской улицы. В дальнейшем были убраны линии от Почтамта до Революционной улицы, а затем (середина 2000-х гг.) — и от Революционной до бульвара Ибрагимова.
В настоящее время трамвай ходит по улице от бульвара Ибрагимова в сторону железнодорожного вокзала.
Транспорт улицы Ленина представлен автобусами и маршрутными такси.

## Галерея
- Башкирский государственный медицинский университет
- Башкирский государственный театр оперы и балета
- Молодёжный театр имени Мустая Карима
- Кинотеатр «Родина»
- Государственный концертный зал «Башкортостан»
- Ледовый дворец Уфа-Арена
- Тротуар зимой
- Агентство Аэрофлота
- Новогодняя иллюминация
- Аллея современной городской скульптуры ArtTerria